# Лавна
Лавна или Большая Лавна — река в России, протекает по Мурманской области.

## География и гидрология
Вытекает из озера Лавна на высоте 166 м и через 2,5 км сливается с большим ручьём, текущим из системы озёр. Впадает в Кольский залив Баренцева моря. Длина реки составляет 21 км, площадь водосборного бассейна — 246 км².
На всём протяжении реки на ней имеются многочисленные пороги. Река имеет как спокойные, глубокие участки так и быстрые перекатистые: один большой перекат с высотой падения 3 метра и два водопада.
В 1,1 км от устья, по левому берегу реки впадает река Малая Лавна.

## Данные водного реестра
По данным государственного водного реестра России относится к Баренцево-Беломорскому бассейновому округу, водохозяйственный участок реки — реки бассейна Баренцева моря от восточной границы реки Печенга до западной границы бассейна реки Воронья, без рек Тулома и Кола. Речной бассейн реки — бассейны рек Кольского полуострова, впадает в Баренцево море.
Код объекта в государственном водном реестре — 02010000612101000001070.

## Порт Лавна
При впадении Лавны в Кольский залив ведётся строительство торгового порта «Лавна». В 2018 году начались подготовительные работы по строительству терминала и строительство железнодорожной ветки к нему от станции «Выходной».